# Imperiul Roman (istorie alternativă)
Aceasta este o listă de ficțiuni în care Imperiul Roman (nu a dispărut și) a supraviețuit până în zilele noastre (și alte scenarii de istorie alternativă diferite față de realitatea noastră). Scenarii diferite implică mutarea Imperiului în Germania și înfrângerea sa de către Cartagina (Hannibal's Children, "Delenda Est", The Seven Hills), supraviețuirea (și a) Imperiului Bizantin (Belisarius sau "The Apotheosis of Martin Padway"). În alte scenarii Imperiul Roman dispare mai devreme (The Last Starship from Earth).

## Literatură
| Titlu                                      | Autor                     | An   | Note |
| ------------------------------------------ | ------------------------- | ---- | --- |
| "Sidewise in Time"                         | Murray Leinster           | 1934 | Povestire care prezintă mai multe scenarii alternative, într-unul din acestea o legiune romană dintr-o cronologie alternativă apare la periferia St. Louis, Missouri |
| The Last Starship from Earth               | John Boyd                 | 1968 | În acest roman, Isus Hristos a devenit un agitator revoluționar și nu a fost niciodată răstignit. A adunat o armată pentru a răsturna Imperiul Roman și a stabilit o teocrație care a durat până în secolul al XX-lea. El a fost ucis de o arbaletă în timp ce intra în Roma, astfel încât arbaleta devine un simbol religios similar cu crucea din linia noastră de timp. |
| Distrugeți Roma! (Rome doit être detruite) | Pierre Barbet             | 1983 | Al Doilea Război Punic este câștigat de Hannibal cu ajutorul unor călători în timp, iar Imperiul Roman nu mai apare, istoria va cunoaște ascensiunea Cartaginei și a Pax punica. |
| Agent of Byzantium                         | Harry Turtledove          | 1987 | Colecție de povestiri amplasate într-un secol al XIV-lea, în care Islamul nu a existat niciodată, iar marile imperii antice au supraviețuit Imperiul Roman de Est și Imperiul Sasanid. |
| Clash of Eagles                            | Leo Rutman                | 1990 | Imperiul Roman nu a căzut niciodată. În 1218, Împăratul Roman expediază a 33-a Legiune Romană pentru a cuceri continentul nord-american recent descoperit. Dar generalul Gaius Marcellinus și trupele sale au subestimat total puterea de luptă a americanilor nativi. În decembrie 1941, Germania nazistă a învins Marea Britanie și lansează o invazie majoră în Atlantic. (Al Doilea Război Mondial (istorie alternativă).) |
| Escape to the Wild Wood                    | Phillip Mann              | 1993 | Primul roman din seria A Land Fit for Heroes. Marea Britanie modernă este încă condusă de Imperiul Roman. Tehnologia este avansată, dar diferită de orice am putea recunoaște iar o mare parte a insulei este încă dens împădurită, orașele romane fiind legate prin sisteme de transport tubular de mare viteză. |
| Stand Alone Stan                           | Phillip Mann              | 1994 | Al doilea roman din seria A Land Fit for Heroes. Marea Britanie modernă este încă condusă de Imperiul Roman. Trei tineri care fug de dominația romană se refugiază în păduri și în satul Stand Alone Stan, unde descoperă că vechii britanici au supraviețuit și magia încă există. Povestea este continuată în The Dragon Wakes (1995) și The Burning Forest (1996). |
| 2484 Quirinal Ave.                         | Sebastian A. Corn         | 1996 | Imperiul Roman nu a căzut niciodată. |
| Belisarius                                 | David Drake și Eric Flint | 1998 | Seria fantastică Belisarius poartă numele generalului Belisarie. Conține cărțile An Oblique Approach (1998), In the Heart of Darkness (1998), Destiny's Shield (1999), Fortune's Stroke (2000), The Tide of Victory (2001), The Dance of Time (2006), Islands (2002). Belisarius a fost numit comandantul unei armate bizantine/persane combinate pentru a invada India. Aici, în Malwa, Belisarius caută adevăratul său dușman, entitatea misterioasă cunoscută sub numele de Link, o inteligență artificială care folosește corpurile umane ca dispozitiv interactiv. |
| Oath of Empire                             | Thomas Harlan             | 1999 | Seria fantastică Oath of Empire conține povestirile: The Shadow of Ararat (1999), The Gate of Fire (2000), The Storm of Heaven (2001) și The Dark Lord (2002) - acestea descriu un Imperiu Roman supraviețuitor în secolul al VII-lea, care se confruntă cu Persia. În această lume, există magie, Roma nu a căzut și creștinismul nu a apărut niciodată. |
| Watching Trees Grow                        | Peter F. Hamilton         | 2000 | În această nuvelă, Imperiul Roman nu a căzut niciodată. |
| Roma Eterna                                | Robert Silverberg         | 2003 | În acest roman, punctul de divergență îl reprezintă eșecul israeliților de a pleca din Egiptul Antic. Imperiul Roman nu a fost niciodată creștinat (de fapt, nicio religie monoteistă nu s-a răspândit în Imperiu) și a supraviețuit până în zilele noastre. |
| Gunpowder Empire                           | Harry Turtledove          | 2003 | În roman, Jeremy și Amanda Solter sunt doi adolescenți care trăiesc la sfârșitul secolului al XXI-lea. Părinții lor lucrează pentru Crosstime Traffic, o companie comercială care utilizează călătoria în timp pentru a merge înainte și înapoi în versiuni paralele ale Pământului pentru a comercializa resurse și pentru a ajuta la susținerea Pământului lor. Într-o vară, copiii împreună cu părinții lor, se duc la Polisso - în cronologia noastră un sat din România cu ruinele antice de la Porolissum în apropiere, iar într-o cronologie alternativă se află un oraș important al unui Imperiu Roman care nu s-a prăbușit niciodată. |
| Warlords of Utopia                         | Lance Parkin              | 2004 | Imperiul Roman glorios a condus aproape douăzeci și șapte de secole, când Marcus Americanius Scriptor primește o brățară ciudată de la un străin misterios. Cu această brățară, descoperă că este capabil să călătorească către alternative Rome, lumi în care istoria este diferită de cea cu care este familiar. Și mai mult, există lumi în care nu există niciun Imperiu Roman, iar un nou regim crud din Germania se pregătește să cucerească lumea. Acest lucru duce la un conflict între toate universurile paralele în care Roma nu a căzut niciodată împotriva tuturor universurilor paralele în care naziștii au câștigat cel de-al doilea război mondial. |
| Romanitas                                  | Sophia McDougall          | 2005 | Imperiul Roman a supraviețuit până în zilele noastre și în prezent domină cea mai mare parte a lumii. Romanul este urmat de Rome Burning (2007) și Savage City (2010), ambele cu aceeași temă. Punctul de divergență îl reprezintă eșuarea de către Garda Pretoriană a asasinării împăratului Publius Helvius Pertinax la 28 martie 193. |
| "Delenda Est"                              | Poul Anderson             | 1955 | În această povestire, Imperiul Roman este învins și rolul său este preluat de o Confederație a Cartaginei. Călătorind în viitor, eroii povestirii descoperă că a avut loc o modificare a istoriei. Cercetările le indică faptul că ruptura s-a produs în perioada Imperiului Roman, care a pierdut Al Doilea Război Punic din cauză că doi călători temporali l-au ucis pe Scipio Africanul în Bătălia de la Ticinus. Cei doi agenți sunt nevoiți să facă salturi în timp, pentru a împiedica acel eveniment și a ajuta istoria să revină la cursul ei firesc. |
| Fireball                                   | John Christopher          | 1981 | Seria conține Fireball (1981), New Found Land (1983) și Dragon Dance (1986). În anul 1981, Simon, un băiat din Marea Britanie, se întâlnește cu vărul său american Brad. Cei doi băieți sunt atrași într-o minge misterioasă strălucitoare, care îi transportă imediat în ceea ce pare a fi mai mult de o mie de ani în urmă în istorie. După ceva timp își dau seama că au călătorit nu în trecut, ci într-un Pământ alternativ în anul 1981, dar unul cu o istorie diferită - Imperiul Roman condus de Iulian Apostatul a dus cu succes o campanie în Persia în anul 363. Asta a dus la o stagnarea generală a lumii civilizate, la o absență ulterioară a dezvoltării tehnologice majore, deoarece nu exista motivație pentru schimbare. |
| trilogia Germanicus                        | Kirk Mitchell             | 1984 | Conține cărțile Procurator(1984), New Barbarians (1986) și Cry Republic (1989). Deși este ineficient și letargic, Imperiul Roman este cea mai mare putere din Europa, iar teritoriile sale se extind în Africa și peste Atlantic până în provinciile Novo din America. Pax Romana menține liniștea, deși mișcările rebele germanice reprezintă o amenințare constantă pentru Imperiu. Imperiul a stagnat totuși, iar senatorii au devenit complet neputincioși și nu doresc să schimbe sistemul. Împăratul Germanicus Julius Aztecus Caesar, totuși, dorește restaurarea Senatului și a Republicii, crezând că numai astfel va supraviețui Roma în viitor. |
| The Seven Hills                            | John Maddox Roberts       | 2005 | Titus Norbanus intră într-o cursă cu Marcus Scipio pentru a vedea cine va cuceri odată pentru totdeauna Cartagina. Este o continuare a romanului său din 2002 Hannibal's Children. |
| Hannibal's Children                        | John Maddox Roberts       | 2002 | Romanul începe cu un final alternativ al celui de-al doilea război punic. Hannibal pune condiții romanilor: să-și abandoneze orașul și să se mute la nord de Alpi sau să fie distruși. Romanii, sub dictatorul Quintus Fabius Maximus, acceptă oferta și se retrag în Germania, așteptând prilejul să se întoarcă. Cartaginezii declară victoria și se întorc acasă. După mai multe generații, romanii și-au restabilit aici de mult timp republica. Acești romani, de nevoie, au adoptat o practică a romanizării culturale mai pronunțată decât cea a romanilor din realitatea noastră: un număr mare de germani au fost adoptați în societatea romană, formând o mare parte a legiunilor și a Senatului. Dar unii comandanți fără origini germanice au dorința de a restabili Republica în bazinul mediteranean. |
| Lest Darkness Fall                         | L. Sprague de Camp        | 1939 | Martin Padway, un american, vizitează Panteonul din Roma în anul 1938. La un moment dat, din cauza trăsnetelor ajunge accidental în trecut (în 535 î.Hr.) unde încearcă să protejeze regatul italian de invaziile barbare prin invenții anacronice. |
| "The Deadly Mission of Phineas Snodgrass"  | Frederik Pohl             | 1962 | În această poveste, Phineas Snodgrass călătorește înapoi în 1 î.Hr. și predă medicina modernă, provocând o explozie a populației. Se termină cu o cronologie alternativă fantastică suprapusă, care trimite pe cineva înapoi pentru a-l asasina pe Snodgrass, pentru ca să dispară trilioane de oameni în plus. |
| "To Bring the Light"                       | David Drake               | 1996 | Această poveste o prezintă pe Flavia Herosilla, o femeie bine educată care trăiește în Imperiul Roman. Ea se uită la o procesiune condusă de împăratul Filip Arabul - când izbucnește o furtună bruscă. La fel ca Padway (din "Lest Darkness Fall"), ea este trimisă înapoi în timp cu o lovitură de trăsnet, în cazul ei la începuturile Romei în jurul anului 751 î.Hr. Spre deosebire de Padway, care a încercat să schimbe istoria, Flavia încearcă pur și simplu să se asigure că fondarea Romei va avea loc la timp și că legendele pe care le știe se vor împlini. Dar există un detaliu pe care vrea să-l schimbe. Legendele spun că în ziua înființării Romei, Romulus l-a ucis pe fratele său Remus - și în timp ce se asigura că Roma va fi fondată, Flavia Herosilla se îndrăgostește de Remus ... |
| "The Apotheosis of Martin Padway"          | S. M. Stirling            | 2005 | "Apoteoza lui Martin Padway" este o continuare directă a "Lest Darkness Fall". În anul 485 AD, 50 de ani de la venirea lui Padway, are loc o revoluție industrială totală, centrată pe Italia, dar răspândită rapid în altă parte; Imperiul Roman Occidental a fost reînviat sub împărații germanici, recâștigând pe deplin toate teritoriile sale europene și angajându-se în colonizarea Americii de Nord - cu o situație politică și economică aproximativ comparabilă cu cea a Angliei din secolul al XIX-lea. Padway, care are cca. 80 de ani, este încă puterea extrem de energică din spatele tronului. Dar, la est, Imperiul Bizantin a ținut pasul și a obținut pentru sine noile arme de foc "inventate" de Padway, acesta s-a angajat în cuceriri masive până la Sogdiana (Afganistan) și în persecuția zoroastrienilor și budiștilor - și are intenția de a cuceri vestul. Agenții bizantini, infiltrând capitala Imperiului de Apus de la Florența, duc o campanie de revolte și sabotaj și intenționează să-l ucidă pe Padway. Dar acesta este salvat de o echipă din secolul X mult mai dezvoltat tehnologic decât secolul XX din care venea inițial Padway. Efortul său de a schimba istoria a fost un succes mult mai mare decât a îndrăznit vreodată să viseze. |

## Vezi și
- Războiul Civil American (istorie alternativă)
- Listă de cărți despre Roma antică#Cărți de istorie alternativă
- Primul Război Mondial (istorie alternativă)
- Al Doilea Război Mondial (istorie alternativă)